# 6744 Komoda
6744 Komoda è un asteroide della fascia principale. Scoperto nel 1994, presenta un'orbita caratterizzata da un semiasse maggiore pari a 2,2585922 UA e da un'eccentricità di 0,1886032, inclinata di 6,66935° rispetto all'eclittica.